# Chełmiec (Powiat Nowosądecki)
Chełmiec (bis 1953 Chełmiec Polski, deutsch Hundsdorf) ist ein Dorf im Powiat Nowosądecki der Woiwodschaft Kleinpolen in Polen. Es ist Sitz der gleichnamigen Landgemeinde mit etwas mehr als 28.000 Einwohnern.

## Geographie
Der Ort liegt im Sandezer Becken. Die Nachbarorte sind die Stadt Nowy Sącz im Osten, Mała Wieś im Süden, Biczyce Górne und Biczyce Dolne im Westen, sowie Rdziostów im Norden.

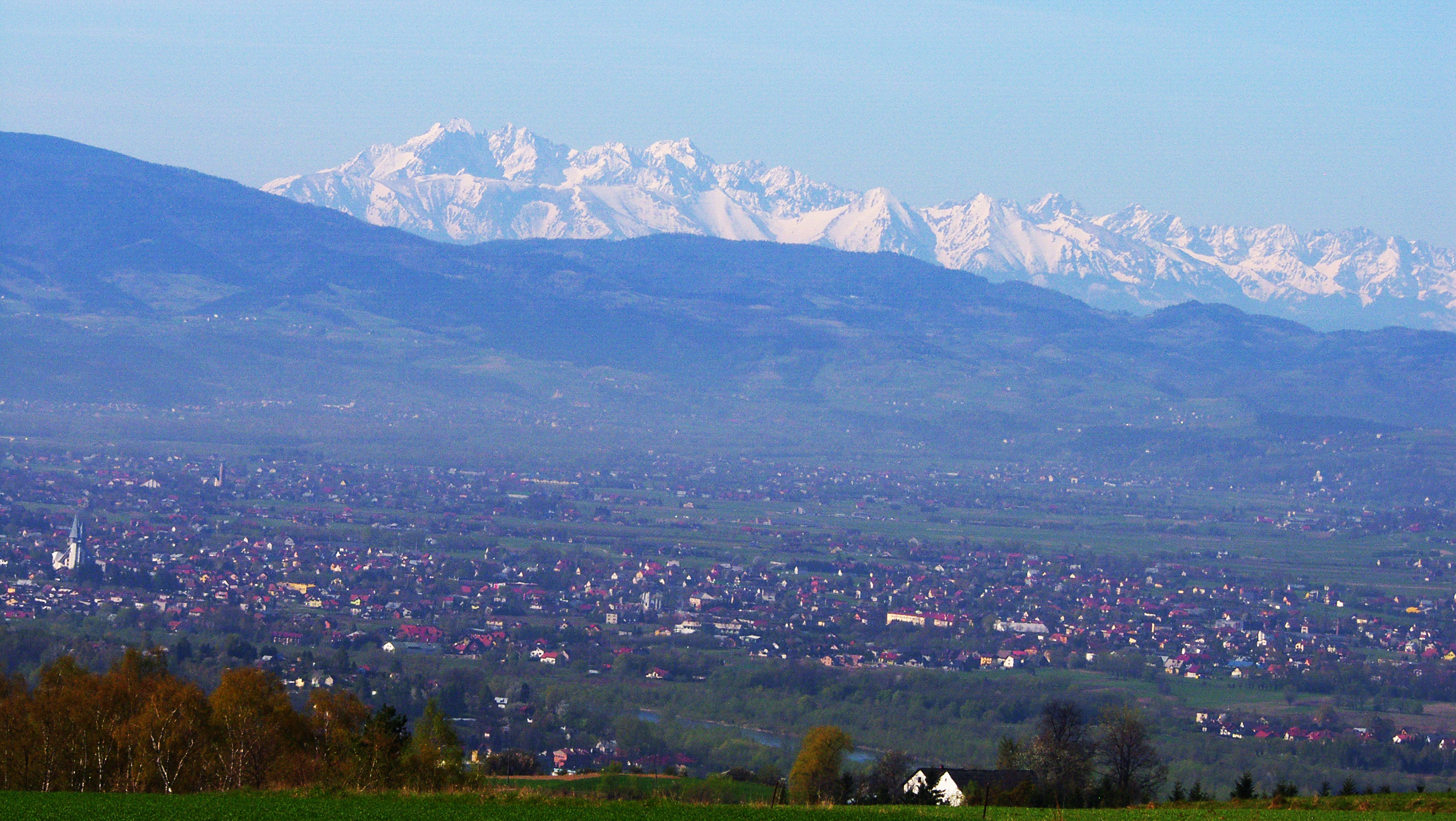
Blick auf das Dorf, Richtung Tatra (Süden)
Lage von Chełmiec in der Gemeinde

## Geschichte
Im 9.–10. Jahrhundert gab es dort einen großen slawischen Burgwall am Hügel Chełmiecka Góra.
Seit 1257 gehörte das Dorf wahrscheinlich der heiligen Herzogin Kinga von Polen und seit etwa 1280 den Klarissen in Stary Sącz, als es als Chelmecz erstmals urkundlich erwähnt wurde. Der topographische Name ist vom Appellativ chełmiec (Hügel) abgeleitet.
Politisch und administrativ gehörte das private Dorf zum Königreich Polen (ab 1569 in der Adelsrepublik Polen-Litauen), Woiwodschaft Krakau, Kreis Sącz.
Nach der Ersten Teilung Polens kam Chełmiec zum neuen Königreich Galizien und Lodomerien des habsburgischen Kaiserreichs (ab 1804).
Im Jahre 1783 wurden im Zuge der Josephinischen Kolonisation 19 Familien deutscher Kolonisten verschiedener Konfessionen angesiedelt. Das Dorf wurde in zwei Teile getrennt: Chełmiec Polski, wortgetreu Polnisch Chełmiec und Chełmiec Niemiecki, deutsch Hundsdorf. Die Protestanten gehörten zur Pfarrgemeinde in Nowy Sącz. Bis Ende des 19. Jahrhunderts wurden die Nachgeborenen der Kolonisten zum Teil polonisiert, ähnlich wie viele andere Galiziendeutsche aus der Umgebung von Neu Sandez. Im Jahre 1900 hatte die Gemeinde Chełmiec Polski in 104 Häusern 752 Einwohner, davon waren alle polnischsprachig, 701 waren römisch-katholisch, es gab 33 Juden und 18 anderen Glaubens (überwiegend evangelisch), während die Gemeinde Chełmiec Niemiecki bzw. Hundsdorf in 33 Häusern 225 Einwohner hatte, davon waren 138 polnischsprachig, 87 deutschsprachig, 96 römisch-katholisch, es gab 24 Juden und 105 anderen Glaubens (überwiegend evangelisch).
Im Jahre 1804 wurde das lokale Gutsgebiet von Jan Wittig von Stuckfeld aus Bayern gekauft.
1918, nach dem Ende des Ersten Weltkriegs und dem Zusammenbruch der k.u.k. Monarchie, kam Chełmiec zu Polen. Unterbrochen wurde dies durch die Besetzung Polens durch die Wehrmacht im Zweiten Weltkrieg, während der es zum Distrikt Krakau im Generalgouvernement gehörte.
Von 1975 bis 1998 gehörte Chełmiec zur Woiwodschaft Nowy Sącz.
Der Ort wurde zur urbanisierten Vorstadt von Nowy Sącz. Ab dem Jahr 2016 bemühte sich die Gemeindeselbstverwaltung um den Status einer Stadt zu erhalten. Dieses wurde aber zu einer Kontroverse. Der polnische Ministerrat intervenierte und es wurde vom Verfassungsgerichtshof ermittelt. Chełmiec sollte am 1. Januar 2020 zur Stadt erhoben sein, aber dies wurde untersagt. Die Gemeindeselbstverwaltung führt die Bemühungen weiter.

## Sehenswürdigkeiten
- Friedhofskirche aus Holz 1686 gebaut
- Klassizistischer Gutshof der Familie Wittig von Stuckfeld (19. Jahrhundert)
- Hügel Chełmiecka Góra mit Spuren eines großen Slawischen Burgwalls (9.–10. Jahrhundert)

## Verkehr
Durch Chełmiec verläuft die Staatsstraße DK 28, die Zator durch Nowy Sącz mit Przemyśl verbindet.

## Gemeinde
Zur Landgemeinde (gmina wiejska) Chełmiec gehören 27 Dörfer mit Schulzenämtern.